# Francisco Jerez Mena
Francisco Antonio Jerez Mena (25 de octubre de 1965 en Cotuí, Provincia Sánchez Ramírez) es un juez, abogado y profesor dominicano. Es juez de la Primera Sala o Sala de Civil y Comercial de la Suprema Corte de Justicia desde diciembre del año 2011.
Es incorporado a la Carrera Judicial mediante Resolución núm. 287-2001 de fecha 19 de abril de 2001 de la Suprema Corte de Justicia. Al momento de su designación en la Suprema Corte de Justicia, ocupaba la posición de Juez Presidente de la Cámara Penal de la Corte de Apelación del Departamento Judicial de La Vega.

## Biografía
Jerez Mena nació en Cotuí, Provincia Sánchez Ramírez el 25 de octubre de 1965, hijo de Juan Ramón Jerez Núñez y Plácida Mena.
Realizó sus estudios primarios en la Escuela Juan Sánchez Ramírez y secundarios el Liceo Educación Media Francisco Henríquez y Carvajal en su ciudad de origen.
Realizó sus estudios de Derecho en la Universidad Central del Este (UCE), obteniendo el título de Doctor en Derecho en el año 1989. Cursó dos posgrados en la Pontificia Universidad Católica Madre y Maestra (PUCMM), Recinto Santiago: Derecho Societario y Comercial (1997) y Procedimiento Civil (2001); en esta misma universidad cursó un magíster de doble titulación con la Universidad de Castilla-La Mancha, obteniendo el título de “Magister en Derecho Constitucional” y “Máster en Derechos y Libertades Fundamentales y sus Garantías” (2009); obtuvo el título de Especialidad en Derecho Judicial en la Escuela Nacional de la Judicatura (2002-2004); Único Juez Dominicano elegido por el Departamento de Estado de los Estados Unidos, Washington D. C., para participar en el programa: Visitor Leadership Program on “Administration of Justice and the Rule of Law”. United States Department of State Bureau of Educational and Cultural Affairs. abril 20-mayo, 2009, celebrado en las siguientes ciudades de Estados Unidos: Washington D. C. (abril 18-25), Reno, Nevada (abril 25-29), Des Moines, Iowa (mayo 2-6) y Tampa, Florida (mayo 6-9).
Ha cursado, además, numerosos cursos nacionales e internacionales sobre las materias civil, procedimiento civil, penal y constitucional. 
Fue designado juez de la Suprema Corte de Justicia por el Consejo Nacional de la Magistratura el 22 de diciembre de 2011, y posteriormente el pleno del Alto Tribunal lo escogió juez de la Primera Sala o Sala de Civil y Comercial.